# Павасарс, Хелмерс
Хелмерс Павасарс (латыш. Helmers Pavasars; 1903—1998) — латвийский органист, композитор, скрипач, публицист, дирижер и музыкальный педагог.

## Биография
Родился 19 мая 1903 г. в Леясциемсе Гулбенского уезда в семье декана Эдуарда Павасарса. Учился в Валмиерской музыкальной школе. В 1928 году окончил Латвийскую консерваторию по классу специальной теории и композиции Язепа Витолса, в 1930 году — по классу скрипки Адольфа Меца, а в 1938 году — по классу дирижирования Яниса Мединьша. Песни хора Хелмера Павасара были отмечены призами на конкурсе новых хоровых произведений песенного фестиваля Латвийского общества перед IX Праздником песни в 1938 году.
До 1931 года был учителем музыки и органистом в Риге. Затем был дирижером хора, органистом и преподавателем по игре на скрипке в музыкальных школах в Валмиере (1931—1932 гг.) и Цесисе (1931—1940 гг.). В Цесисе Хелмерс Павасарс основал городской симфонический оркестр и руководил им, а также работал преподавателем и дирижером в Цесисском педагогическом институте (1938—1940 гг.). С 1940 года Хелмерс Павасарс преподавал теоретические дисциплины в Латвийской консерватории.
По окончании Второй мировой войны в 1944 г. эмигрировал в Германию, где впоследствии работал преподавателем в Балтийском университете в Пиннеберге. В 1954 г. начал карьеру органиста в Лондоне, был главным дирижером на «Днях англо-латвийской песни» (1958, 1961, 1967 гг.), а также на «1м Европейском латышском Празднике Песни» в Гамбурге (1964 г.) .
В 1990 г. он принял участие в 20-м Всеобщем фестивале латышской песни в Риге и получил звание почетного профессора Латвийской академии музыки.
Скончался в Лондоне 12 июня 1998 года, кремированные останки были перезахоронены в Валмиере 15 мая 1999 года.

## Музыкальные произведения
· вокальная музыка: около 80 хоровых песен, 4 кантаты и около 40 сольных песен.
· инструментальная музыка: 2 струнных квартета, «Концертино» для скрипки и фортепиано.
· симфоническая музыка: концерт для скрипки с оркестром (1964) .